# Harald Lesch
Harald  Lesch (Gießen, 28 de julho de 1960) é um astrofísico da Universidade de Munique.

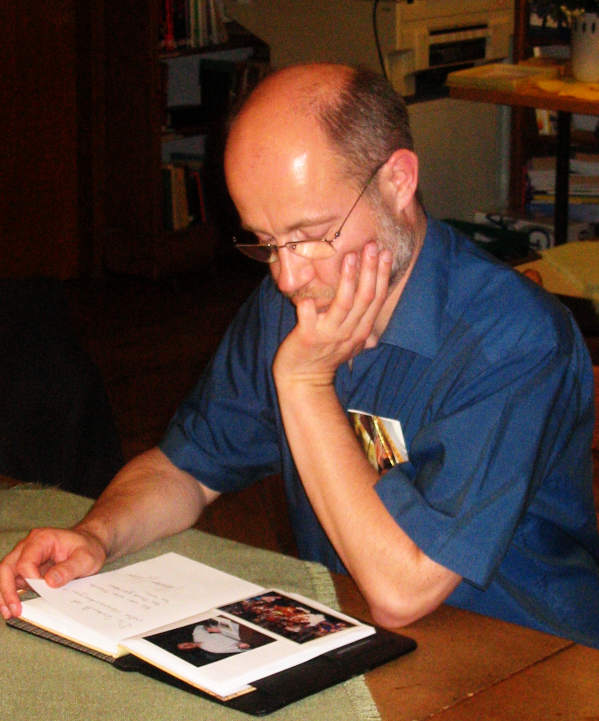
Harald Lesch em 2005

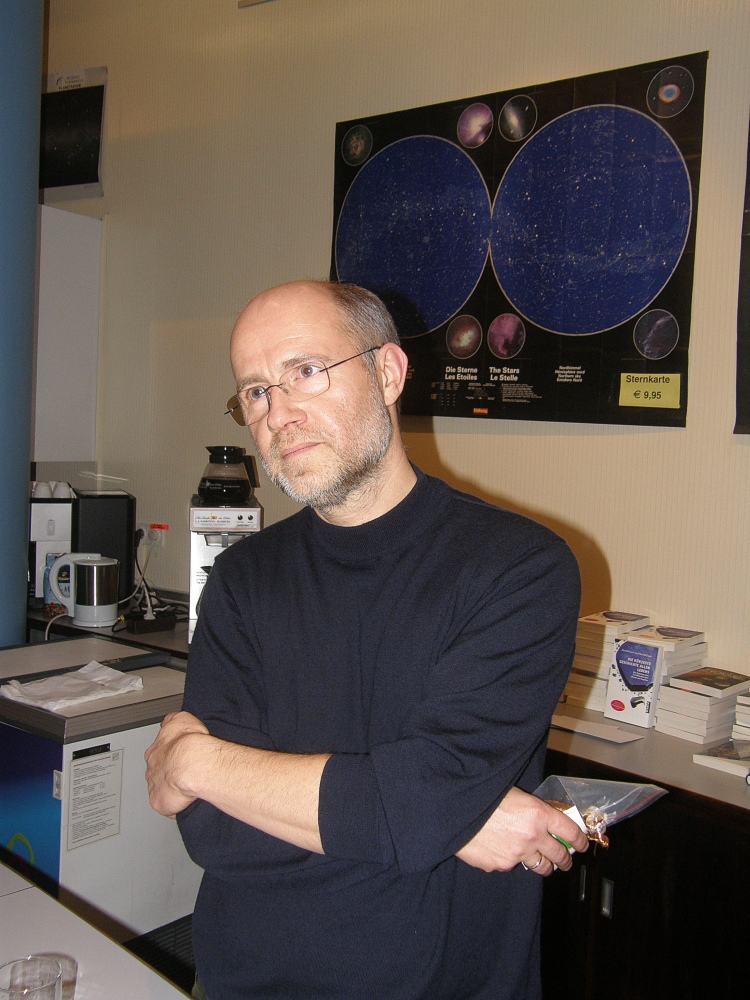
Harald Lesch em 2009

## Prêmios
- 2009: Prêmio IQ

## Obras
- Nichtlineare Plasmaprozesse in aktiven galaktischen Kernen. Universidade de Bonn, 1987. (Tese)
- Galaktische Dynamik und Magnetfelder. Universität Bonn, 1994. (Habilitationsschrift)
- Harald Lesch, Jörn Müller:
  - Kosmologie für Fußgänger. Eine Reise durchs Universum. Goldmann, Munique 2001. ISBN 3-442-15154-6
  - Big Bang, zweiter Akt. Auf den Spuren des Lebens im All. Bertelsmann, Munique 2003. ISBN 3-570-00776-6
  - Kosmologie für helle Köpfe. Die dunklen Seiten des Universums. Goldmann, Munique 2006. ISBN 3-442-15382-4
  - Weißt du, wie viel Sterne stehen? Wie das Licht in die Welt kommt. C. Bertelsmann, Munique 2008. ISBN 3-570-01054-6
  - Sternstunden des Universums. Von tanzenden Planeten und kosmischen Rekorden. C. Bertelsmann, Munique 2011. ISBN 978-3-570-10075-2
- Harald Lesch und das Quot-Team:
  - Physik für die Westentasche. Piper, Munique/Zürich 2003. ISBN 3-492-04542-1
  - Quantenmechanik für die Westentasche. Piper, Munique/Zürich 2007. ISBN 3-492-05125-1
- Harald Lesch, Harald Zaun:
  - Die kürzeste Geschichte allen Lebens. Piper, Munique/Zürich 2008. ISBN 978-3-492-05093-7
- Harald Lesch (Hörbuch-CD):
  - Über Gott, den Urknall und den Anfang des Lebens. GALILA Verlag, 2009. ISBN 978-3-902533-20-3
- Harald Lesch, Friedemann Schrenk (Hörbuch-CD):
  - Über die Evolution des Lebens, der Pflanzen und Tiere. GALILA Verlag, 2010. ISBN 978-3-902533-24-1
- Der Außerirdische ist auch nur ein Mensch. Unerhört wissenschaftliche Erklärungen, Knaus Verlag, Munique 2010 ISBN 978-3-8135-0382-1
- "Sonne. 20 Gedichte aus fünf Kontinenten. Naturwissenschaftliche Einführung und astronomische Formeln von Harald Lesch", Handsatz auf Velin d'Arches Bütten 160 g und Gmund Color 100 g, 70 nummerierte und signierte Expl., GaragenDruck (http://www.garagendruck.de/flashinhalt.html)
- Harald Lesch, Wilhelm Vossenkuhl: Philosophie im Dialog, Komplett-Media GmbH, Munique/Grünwald, ISBN 978-3-8312-0382-6.

### Transmissões
- alpha-Centauri – Archiv aller bisherigen Folgen als Flash-Videostream
- Lesch & Co. – Gespräche über Philosophie und die Naturwissenschaft mit dem Philosophen Wilhelm Vossenkuhl; 20-teilige Sendereihe des Bildungskanals BR-alpha aus den Jahren 2001 bis 2006
- Leschs Kosmos im ZDF
- Abenteuer Forschung im ZDF
- Die Physik Albert Einsteins – 8-teilige Sendereihe aus dem Deutschen Museum
- Die 4 Elemente – alle 16 Folgen als Flash-Videostream
- Denker des Abendlandes – Informationen zur Sendung und Archiv aller bisherigen Folgen als Flash- und Windows Media-Stream
- Was die Welt im Innersten zusammenhält – Philosophie und Naturwissenschaft im Kontext; dreiteilige Sendereihe des SWR2 als MP3- und RealPlayer-Stream
- Die Geburt der modernen Wissenschaft mit Ernst Peter Fischer und Harald Lesch; vierteilige Hörfunksendung des SWR2 als MP3- und Realplayer-Stream
- Terra X – Faszination Universum im ZDF
- Kant für Anfänger, Nebenrolle in der Sendereihe von BR-alpha, 2004

### Palestras
- Vortrag Harald Leschs an der Universität Hannover zum Thema: Sind wir allein im Universum? im RealPlayer-Stream-Format
- Vortrag von Harald Lesch im Rahmen der Ringvorlesung ‚Ecce Homo!‘ im WS 2006/07 der Universität München zum Thema Der Mensch im Weltraum – Homo Spaciens im Quicktime-Stream-Format mit Simultananzeige der MS-PowerPoint-Präsentation
- Vorlesung von Harald Lesch an der Uni Tübingen zum Thema Von der Rechtsprechung in der Natur – Was sind und warum gelten Naturgesetze? im RealPlayer- und Windows-Media-Video-Stream-Format
- Vortrag im Audimax der LMU vor protestierenden Studenten zum Thema Von der Kultur des Vertrauens zum Misstrauensmanagement: Bildung im 21. Jahrhundert